# Organisme tunisien des droits d'auteur et des droits voisins
L’Organisme tunisien des droits d'auteur et des droits voisins (arabe : المؤسسة التونسية لحقوق المؤلف والحقوق المجاورة) ou OTDAV, précédemment appelé Organisme tunisien de protection des droits d'auteurs, est un établissement public tunisien à caractère non administratif destiné à la gestion collective du droit d'auteur.
L'ancien organisme est créé en vertu de la loi n°94-36 du 24 février 1994 et commence ses activités en 1997. L'organisme qui lui succède est créé en vertu du décret n°2860-2013 du 1er juillet 2013.
Cet organisme est placé sous la tutelle du ministère des Affaires culturelles.

## Activités
Pour adhérer à l'OTDAV, il faut être Tunisien ou étranger (dans des cas déterminés) et l'auteur d'une œuvre originale dans les domaines littéraire, artistique ou scientifique. Tout auteur doit adhérer à l'OTDAV pour bénéficier de ces services qui consiste à :
- défendre les intérêts moraux et matériels des adhérents et leurs œuvres contre toute exploitation abusive ou violation de ses droits ;
- offrir à ses adhérents une assistance et des conseils juridiques lors de la conclusion de contrats avec les exploitants ou une tierce partie ;
- percevoir, au profit de tout adhérent, des droits d'auteurs en contrepartie de l'exploitation des œuvres déclarées ;
- faire bénéficier aux auteurs inscrits au sein de l'OTDAV des services du fonds social et culturel ;
- remettre une attestation au déposant permettant de donner une date certaine à l'œuvre et d'identifier son auteur ;
- soumettre à l'appréciation des autorités judiciaires un commencement de preuve attestant de l'antériorité de l'œuvre et de l'identité de son auteur en cas de contestation[1].